# صاریغ راه‌راه انگشت‌دراز
صاریغ راه‌راه انگشت‌دراز (نام علمی: Dactylopsila palpator) کیسه‌داری از تیره بادپرکیسه‌داران است که در پاپوآی غربی، اندونزی، و پاپوآ گینه نو زندگی می‌کند. زیستگاه این جانور جنگل‌های مرطوب باران‌خیز و استوایی است و از جمله درخت‌پیمایان است.